# Tomasz Grysa

Wappen von Erzbischof Tomasz Grysa

Tomasz Krzysztof Grysa (* 16. Oktober 1970 in Posen, Polen) ist ein polnischer Geistlicher, römisch-katholischer Erzbischof und Diplomat des Heiligen Stuhls.

## Leben
Tomasz Grysa empfing am 24. September 1995 durch Erzbischof Jerzy Stroba das Sakrament der Priesterweihe für das Erzbistum Posen.
Nach weiteren Studien erwarb er einen Abschluss im Fach Kanonisches Recht. Zum 1. Juli 2001 trat er in den diplomatischen Dienst des Heiligen Stuhls ein. Er war in den diplomatischen Vertretungen des Heiligen Stuhls in Russland, Indien, Belgien, Mexiko tätig sowie bei der Beobachtermission des Heiligen Stuhls bei den Vereinten Nationen. Schließlich war er im Rang eines Nuntiaturrats an der Apostolischen Nuntiatur in Israel und der Apostolischen Delegatur in Jerusalem und Palästina tätig.
Am 27. September 2022 ernannte ihn Papst Franziskus zum Titularerzbischof von Rubicon und zum Apostolischen Nuntius in Madagaskar sowie zum Apostolischen Delegaten auf den Komoren mit Aufgaben eines Apostolischen Delegaten auf Réunion. Kardinalstaatssekretär Pietro Parolin spendete ihm am 1. November desselben Jahres im Posener Dom die Bischofsweihe. Mitkonsekratoren waren der Erzbischof von Posen, Stanisław Gądecki, und der Erzbischof von Krakau, Marek Jędraszewski. Am 9. Februar 2023 ernannte ihn Papst Franziskus zusätzlich zum Apostolischen Nuntius auf den Seychellen und am 21. März desselben Jahres zum Apostolischen Nuntius auf Mauritius.